# Paratella umbrimargo
Paratella umbrimargo är en insektsart som först beskrevs av Walker 1858.  Paratella umbrimargo ingår i släktet Paratella och familjen Flatidae. Inga underarter finns listade i Catalogue of Life.